# Илия Балючев
Илия Георгиев Балючев е български революционер, деец на Вътрешната македоно-одринска революционна организация.

## Биография
Роден е в 1886 година в костурското село Жужелци, което тогава в Османската империя, днес Спилеа, Гърция. Влиза във ВМОРО и става член на селската милиция. След убийството на Костандо Живков в Либешево заедно с майка си Тана Балючева отива в опожарената къща в Либешево и успява да спаси вещите и архива му. Участва в нападението над Жиковищкия манастир на 17 март 1905 година. По донос на вдовицата на убития андартин от Либешево Атанас властите го арестуват заедно с Ташо Гундзев от Мангила и е осъден на заточение на остров Родос, където престоява до Младотурската революция в 1908 година.
Синът му Владимир Балючев (1912 – 1996) е журналист.